# Йоханес Фриснер
Йоханес Фриснер (на немски: Johannes Frießner) е немски офицер, служил по време на Първата и Втората световна война.

## Биография

#### Ранен живот и Първа световна война (1914 – 1918)
Йоханес Фриснер е роден на 22 март 1892 г. в Кемниц, провинция Саксония, Германска империя. През 1911 г. се присъединява към армията като офицерски кадет от пехотата. Участва в Първата световна война и след края ѝ се присъединява към Райхсвера.

##### Междувоенен период
На 1 март 1938 г. е началник-щаб по инспекция на военната школа, а от 1 септември 1939 г. инспектор на резервната армия по бойната подготовка.

#### Втора световна война (1939 – 1945)
В началото на Втората световна война, на 14 септември 1940 г. е издигнат в чин генерал-майор и дислокиран на германско-съветския фронт, където взема участие във Френската кампания.

##### Германо-съветски фронт (1941)
На 1 май 1942 г. му е поверено командването на 102-ра пехотна дивизия, между 19 януари и 11 декември 1943 г. на 23-ти армейски корпус, а на 1 февруари 1944 г. на група „Шпонхаймер“, с която спира съветския опит за пробив при Нарва. На 23 юли 1944 г. е издигнат в чин генерал-полковник, между 25 юли и 23 септември ръководи командването на група армии „Южна Украйна“, а до края на декември 1944 г. му е поверено командването на група армии „Юг“.
Снет е от командване след провала при задържането на четиримесечната съветска офанзива на втори украински фронт, ръководена тогава от руския маршал Родион Малиновски. Без други командни постове и повишения, до края на войната живее като пенсионер в градчето Бад-Райхенхал, Бавария до смъртта си на 26 юни 1971 г.

#### Следвоенни години
В началото на 50-те активно консултира преустрояването на германската армия (Бундесвера) и дори е председател на „Комитета на германските войници“ (на немски: Verbund Deutsche Soldaten). През 1956 г. написва ѝ първата си книга „Предадени битки“ (на немски: Verratene Schlachten), мемоари върху командването си на група армии „Южна Украйна“.

## Военна декорация
| - Германски орден „Железен кръст“ (1914) – II (15 септември 1914) и I степен (19 септември 1916) - Германска „Значка за раняване“ (1918) – черна (?) - Германски орден „Кръст на честта“ (?) - Сребърни пластинки към ордена Железен кръст (1939) – II (27 юли 1942) и I степен (21 август 1942) - Орден „Германски кръст“ (1943) – златен (9 юни 1943) | - Рицарски кръст с дъбови листа - Носител на Рицарски кръст (23 юли 1943) - Носител на Дъбови листа № 445 (9 април 1944) - Упоменат в ежедневния доклад на „Вермахтберихт“ (29 ноември 1944) |